# 蓮華寺 (高岡市)
蓮華寺（れんげじ）は、富山県高岡市にある高野山真言宗の寺院。山号は等覚山。

## 歴史
- 平安時代の国分尼寺が起源ともいう[1]。
- 鎌倉時代に勧行律師が七堂伽藍の大寺院を建立した[1]。
- 大門町（現射水市）の地名は、当寺の大門があったことによるという[1]。

## 文化財
- 木造十一面観世音菩薩立像（富山県指定文化財）
- 木造十一面観世音菩薩立像（高岡市指定文化財）
- 鉄鉢（高岡市指定文化財）
- 宝篋印塔（高岡市指定史跡）